# ウィーン議定書
ウィーン議定書（ウィーンぎていしょ, Vienna Protocol）は、オーストリア帝国の首都ウィーンで作成された議定書である。

## 1815年のウィーン議定書
1815年のウィーン議定書（ウィーン最終議定書）は、ウィーン体制を成立させた議定書である。
1815年6月9日、ウィーン会議において承認された。ナポレオン戦争の戦勝国の利益に応じて領土変更がなされた。

## 1853年のウィーン議定書
1853年のウィーン議定書は、クリミア戦争の回避によるウィーン体制の維持を意図した議定書である。
1853年6月、バルカン半島の自治領モルドバ・ワラキアに侵攻したロシアと撤退を求めるオスマン帝国が開戦寸前の緊張状態になったため、7月にオーストリアの外相ブオルが中心となってイギリス・フランス・プロイセンと共に作成。
ロシアも議定書の内容には概ね合意したものの、当事国でありながら一切関与できなかったオスマン帝国が反対したため発効せず、両国は10月に開戦。このクリミア戦争後の1856年にパリ会議で調印された講和条約の原文となった。その経緯からも内容はロシアにとって決して不利益なものではなく、むしろ妥協案と呼べるものだった。